# Enmy Peña
Enmy Manuel Peña Beltré, meglio noto come Enmy Peña (Azua de Compostela, 7 settembre 1992), è un calciatore dominicano, centrocampista del Marsaxlokk.

## Carriera

### Club
Peña inizia la propria carriera in Spagna con il Villaverde Boetticher, dove gioca dal 2011 al 2015 totalizzando 100 presenze e 12 reti. Nella stagione 2015-2016 passa al Puerta Bonita, con cui disputa 11 partite.
Nel 2016 si trasferisce a Malta firmando per lo St. Andrews, dove gioca 16 partite e segna una rete. Dopo una breve parentesi al Mosta (1 presenza), ritorna allo St. Andrews dove rimane fino al 2018, collezionando altre 39 presenze e 5 gol.
Nel 2018 viene acquistato dal Valletta, uno dei principali club maltesi, con cui gioca per cinque stagioni totalizzando 109 presenze e 7 gol. Nella stagione 2023-2024 passa al Birkirkara, dove disputa 22 partite.
Nel 2024 firma per il Marsaxlokk.

### Nazionale
Debutta con la nazionale dominicana nel 2016. Tra il 2016 e il 2021 totalizza 15 presenze e 2 reti.

## Statistiche

### Presenze e reti nei club
Statistiche aggiornate al 22 ottobre 2022.
| Stagione           | Squadra            | Campionato         | Campionato | Campionato | Coppe nazionali | Coppe nazionali | Coppe nazionali | Coppe continentali | Coppe continentali | Coppe continentali | Altre coppe | Altre coppe | Altre coppe | Totale | Totale |
| Stagione           | Squadra            | Comp               | Pres       | Reti       | Comp            | Pres            | Reti            | Comp               | Pres               | Reti               | Comp        | Pres        | Reti        | Pres   | Reti   |
| ------------------ | ------------------ | ------------------ | ---------- | ---------- | --------------- | --------------- | --------------- | ------------------ | ------------------ | ------------------ | ----------- | ----------- | ----------- | ------ | ------ |
| 2015-gen. 2016     | Puerta Bonita      | TD                 | 11         | 0          | -               | -               | -               | -                  | -                  | -                  | -           | -           | -           | 11     | 0      |
| gen.-giu. 2016     | St. Andrews        | PL                 | 16+1       | 1+1        | CM              | 2               | 0               | -                  | -                  | -                  | -           | -           | -           | 19     | 2      |
| ago. 2016          | Mosta              | PL                 | 1          | 0          | CM              | 0               | 0               | -                  | -                  | -                  | -           | -           | -           | 1      | 0      |
| ago. 2016-2017     | St. Andrews        | PL                 | 27+1       | 5+1        | CM              | 2               | 0               | -                  | -                  | -                  | -           | -           | -           | 30     | 6      |
| 2017-gen. 2018     | St. Andrews        | PL                 | 12         | 0          | CM              | 0               | 0               | -                  | -                  | -                  | -           | -           | -           | 12     | 0      |
| Totale St. Andrews | Totale St. Andrews | Totale St. Andrews | 55+2       | 6+2        |                 | 4               | 0               |                    | -                  | -                  |             | -           | -           | 61     | 8      |
| gen.-giu. 2018     | Valletta           | PL                 | 11         | 0          | CM              | 4               | 0               | UEL                | -                  | -                  | -           | -           | -           | 15     | 0      |
| 2018-2019          | Valletta           | PL                 | 24+1       | 2          | CM              | 5               | 2               | UCL+UEL            | 2+0                | 0                  | SM          | 1           | 0           | 33     | 4      |
| 2019-2020          | Valletta           | PL                 | 20         | 3          | CM              | 2               | 0               | UCL+UEL            | 4+2                | 0                  | SM          | 1           | 0           | 29     | 3      |
| 2020-2021          | Valletta           | PL                 | 15         | 1          | CM              | 1               | 0               | UEL                | 1                  | 0                  | -           | -           | -           | 17     | 1      |
| 2021-2022          | Valletta           | PL                 | 16+4       | 0          | CM              | 5               | 0               | -                  | -                  | -                  | -           | -           | -           | 25     | 0      |
| 2022-2023          | Valletta           | PL                 | 8          | 1          | CM              | 0               | 0               | -                  | -                  | -                  | -           | -           | -           | 8      | 1      |
| Totale Valletta    | Totale Valletta    | Totale Valletta    | 94+5       | 7          |                 | 17              | 2               |                    | 9                  | 0                  |             | 2           | -           | 127    | 9      |
| Totale carriera    | Totale carriera    | Totale carriera    | 168        | 15         |                 | 21              | 2               |                    | 9                  | 0                  |             | 2           | 0           | 200    | 17     |

## Palmarès

### Club

#### Competizioni nazionali
- Campionato maltese: 2

Valletta: 2017-2018, 2018-2019
- Coppa di Malta: 1

Valletta: 2017-2018
- Supercoppa di Malta: 2

Valletta: 2018, 2019